# Rolf von Humann
Rolf von Humann, eigentlich Rolf Egbert Wennemar Paul Anton Maria von Humann-Hainhofen, (* 15. Juni 1885 in Hannover; † 24. November 1961 in Bad Kissingen) war ein deutscher Offizier, Politiker der DNVP sowie der NSDAP und von 1936 bis 1945 Mitglied des Reichstages.

## Leben
Nach dem Besuch der Vorschule und von humanistischen Gymnasien in Oldenburg, Frankfurt an der Oder und Magdeburg, besuchte Humann die Rheinische Ritterakademie in Bedburg.
Danach trat Humann 1908 als Fahnenjunker in das Husaren-Regiment „Kaiser Nikolaus II. von Russland“ (1. Westfälisches) Nr. 8 in Paderborn ein. Am 27. Januar 1910 wurde er zum Leutnant befördert. Im Ersten Weltkrieg wurde er von Ende 1914 bis 1917 als Patrouillenoffizier des Regiments, als Schwadronsführer und Regimentsadjutant eingesetzt. Später wurde er zum Generalstab des VIII. Reserve-Korps kommandiert, wo er Bataillonsführer wurde. Im November und Dezember 1918 war er bei der Artillerie der 1. Reserve-Division und dann kurze Zeit Quartiermacher bei der Marschgruppe C. Anfang 1919 reichte er seinen Abschied ein.
Bis 1922 war er danach Großmeister beim Jungdeutschen Orden in Paderborn. Außerdem arbeitete er in der Forst- und Landwirtschaft. Er ließ sich 1923 als Landwirt und Bauer in Hainhofen nieder. Im Juni 1928 wurde Humann Bezirkstagsmitglied des Bezirkstags Augsburg-Land und der Bauernkammer.
Humann war von 1922 bis 1931 Mitglied der DNVP und war in den Jahren 1928 und 1929 im Stahlhelm. Zum 1. April 1932 trat Humann in die NSDAP (Mitgliedsnummer 871.434) und am 25. März 1932 in die SS ein (SS-Nummer 33.923). Er war Angehöriger des SS-Motorsturms und stand als SS-Truppführer vom 15. September 1932 bis zum 15. Juli 1933 dem SS-Motorsturm II/29 vor. Nach der nationalsozialistischen Machtergreifung übernahm Humann zunächst von Juni 1933 bis Oktober 1934 die Leitung der Polizeidirektion Augsburg und die Führung der 29. SS-Standarte. Zeitzeugen betonen, dass mit seinem Dienstantritt der Polizeiterror gegen Gegner der Nationalsozialisten weiter eskalierte. Von September 1934 bis 1. Januar 1937 war Humann Führer des SS-Abschnitts XVII in Münster in Westfalen. 1937 wurde er Stabsführer der Dienststelle Ribbentrop und Vizepräsident der Vereinigung der deutschen Frontkämpferverbände. Dies blieb er 1940. Zuvor war er noch von 1937 bis 1939 Stabsführer der Dienststelle des Beauftragten der NSDAP für Außenpolitische Fragen im Stab des Stellvertreters des Führers. Von Juli 1937 bis zum 20. Juli 1942 war er ehrenamtlicher Richter am Volksgerichtshof. Von März 1936 bis zum Ende der NS-Herrschaft im Frühjahr 1945 saß Humann außerdem als Abgeordneter für den Wahlkreis 17 (Westfalen Nord) im nationalsozialistischen Reichstag. In der SS erreichte er den Rang eines SS-Brigadeführers.
Humann war ab 1940 Teilnehmer am Zweiten Weltkrieg. Er war bis November 1942 Abwehr-Offizier im Kommandostab der Militärverwaltung in Belgien und Nordfrankreich und danach Feldkommandant von Angoulême in Südfrankreich. Am 26. August 1944 geriet er in Kriegsgefangenschaft.
Im Jahr 1957 wurde Humann vom Landgericht Memmingen zu einer neunmonatigen Haftstrafe auf Bewährung verurteilt, weil er als Zeuge im Memminger „Metex-Prozess“ gegen den Textilkaufmann Gerhard Lazari einen Meineid geschworen hatte. Außerdem wurde ihm auferlegt, dem Deutschen Roten Kreuz 3.000 Mark zu spenden.